# Mansour Mehdizadeh
Mansour Mehdizadeh est un lutteur iranien né le 14 août 1938 à Téhéran. Il est spécialisé en lutte libre.

## Palmarès

### Championnats du monde
- Médaille d'or dans la catégorie des moins de 79 kg en 1961 à Yokohama
- Médaille d'or dans la catégorie des moins de 87 kg en 1962 à Toledo
- Médaille d'or dans la catégorie des moins de 87 kg en 1965 à Manchester
- Médaille de bronze dans la catégorie des moins de 87 kg en 1963 à Sofia

### Jeux asiatiques
- Médaille d'or dans la catégorie des moins de 97 kg en 1966 à Bangkok